# Il trittico
Az Il trittico (a Triptichon) Giacomo Puccini három egyfelvonásos operából álló sorozatának a címe. A sorozat darabjai:
- A köpeny (olaszul Il tabarro)
- Angelica nővér (olaszul Suor Angelica)
- Gianni Schicchi

A három opera együttes ősbemutatójára 1918-ban került sor a New York-i Metropolitan Operaházban. Bár a szerző később is arra törekedett, hogy a három mű mindig együtt kerüljön bemutatásra, napjainkban gyakori, hogy egy estén csak egy vagy két operát adnak elő.